# Дом Советов (Пермь)
Дом Советов — комплекс зданий в Перми, в котором размещаются органы исполнительной власти Пермского края и Законодательное Собрание Пермского края. Комплекс расположен по адресам: улица Ленина, 51 и 51б. В последние десятилетия название «Дома Советов» потеряло свою актуальность, сегодня здание больше известно среди пермяков как «Здание заксобрания», «Здание краевой администрации», «Белый дом».

## История
До строительства здания на территории размещались каменные двухэтажные строения дореволюционной постройки, например, магазин «Культтовары», Тетрадная фабрика и другие.
Строительство «Дома Советов» с июля 1967 года по декабрь 1973 года осуществлялось генеральным подрядчиком СМУ-8 треста «Пермжилстрой» № 14 (главный инженер проекта Л. А. Ключникова, главный архитектор А. И. Пилихин, авторы В. Е. Ещенко, Б. А. Зарицкий, В. И. Лутикова, В. Б. Уманский, И. А. Харьков). Было введено в эксплуатацию 7 декабря 1973 года.
В соответствии с утвержденным проектом здание было оборудовано автономной системой водоснабжения, канализации, отопления, вентиляции, пылеудаления, электроснабжения, кондиционирования воздуха, телефонизировано с внутренней АТС, а также 6 пассажирскими и 2 грузовыми лифтами, холодильным и кухонным оборудованием, системой кинофикации.
Первоначально фасад здания был отделан штукатуркой темно-серого цвета. В первой половине 1980-х годов она была заменена на белый мрамор.
В 1970-х гг. в совокупности со зданиями «Дома политпросвещения» (ул. Куйбышева, 14, ныне — Культурно-деловой центр и администрация Губернатора), НИИУМС (Научно-исследовательский институт управляющих машин и систем) и «Оргтехстроя» (ул. Ленина, 64), а также с городской эспланадой, образовывал «новую» архитектурную застройку этой части города, ставшей в итоге центром «новой» Перми.
В здании размещались Областной комитет КПСС, областной исполнительный комитет. Конференц-зал эксплуатировался согласно планам областных мероприятий (пленумов и т. д.), утверждаемых Секретариатом Обкома КПСС. Также в здании размещались службы общего назначения: специальный взвод милиции, медпункт, комнаты приема граждан по личным вопросам, почтовое отделение, парикмахерская.
В 2000 году принят под охрану архитектурных памятников по распоряжению губернатора Пермской области от 05.12.2000 г. № 713-р.
На основании распоряжения Губернатора Пермской области от 7 сентября 2001 года № 512-р конференц-зал был реконструирован для размещения органа немецкой фирмы «Glatter-Goetz Orgelbau GmbH». Органный зал после реконструкции 2002—2003 годов передан в безвозмездное пользование Пермской областной филармонии.

## Архитектура
«Дом Советов» представляет из себя 10-этажное прямоугольное в плане здание (корпус А) с примыкающим к восточному фасаду через надземный переход 3-этажным объёмом конференц-зала (корпус Б. С 2003 года корпус Б занимает Органный концертный зал Пермской краевой филармонии). Центральный вход расположен с западной стороны. Здание имеет по западному фасаду протяженную лоджию на уровне 7-го этажа, а также чеканное изображение герба РСФСР (1971, арх. А. И. Пилихин, скульптор К. М. Собакин).
Комплекс зданий является одной из опорных точек огромной площади — городской эспланады.

## Наши дни
- Осенью 2006 года во дворе здания напротив органного зала была установлена скульптура «Легенда о пермском медведе», которая осенью 2008 года была убрана.
- Летом 2010 года, в рамках фестивалей «Белые ночи», на площади перед главным входом была установлена скульптурная композиция «Власть» (арт-директор Артемий Лебедев, скульптор — украинский художник Николай Ридный), состоящая из огромных, отлитых в бетоне, букв, покрытых деревянными брусками[5]. Композиция выполняет функцию скамейки.
- 8 ноября 2014 года во дворе напротив Органного концертного зала состоялось торжественное открытие перенесенного «Ордена Ленина» и было приурочено к годовщине Октябрьской революции. До этого «Ордена Ленина» с 1973 года стоял у отеля «Прикамье», пока отель самовольно не демонтировал его 16 ноября 2013 года[6].
- В начале июля 2017 года началась масштабная реконструкция прилегающей пешеходной территории к зданиям Дома Советов и КДЦ (Дома Политпросвещения), с демонтажом старых плит, которые возможно лежали здесь с момента постройки комплекса зданий, с временным демонтажом скульптурной композиции «Власть».

## Организации в здании
В комплексе зданий «Дома Советов» сегодня размещаются:
- Законодательное Собрание Пермского края
- Органы исполнительной власти Пермского края
- Уполномоченный по правам человека в Пермском крае
- Уполномоченный по правам ребенка в Пермском крае
- Общественные приёмные депутатов
- Почтовое отделение «ПЕРМЬ 6», 614006
- Органный концертный зал Пермской краевой филармонии